# Bettadahalli, Gubbi
Bettadahalli là một làng thuộc tehsil Gubbi, huyện Tumkur, bang Karnataka, Ấn Độ.